# 三十六劇
三十六劇(The Thirty-Six Dramatic Situations)是一個喬治‧普羅蒂(Georges Polti)所提出的一個總括所有可能在一個故事或表演中出現的情景。為此普羅蒂分析了許多古希臘的文本，以及古典和當時的法國作品；此外，他亦分析了一些非法語的作者。在他所寫的介紹中，普羅蒂聲稱其此作乃延續卡洛·戈齊的研究的，而卡洛·戈齊亦鑑定了三十六種的劇情模式。

## 出版歷史
這列表在同名的書中出版，該書並包含了相當的解釋與例子。該書的法語原文在十九世紀時撰寫。一個英語譯本在1916年出版，並持續刊印至今。
做為作家寫作的輔助，這列表受到一定程度的歡迎，但它亦受劇作家(dramatist)和說書人(storyteller)和許多其他人的歡迎。其他相似的列表在那之後也已出現。

## 三十六劇中各情景之內容
以下內容之每一種情景，皆以其必要角色與一段簡短描述進行說明。
1. 哀求脫罪(Supplication)
  - 必需角色及事物：迫害者(Persecutor)；哀求者(Suppliant)；裁判有疑之有司(Power in authority, whose decision is doubtful)
  - 內容：迫害者指控哀求者有罪，而有司之裁決不利於哀求者。
2. 救人離禍(Deliverance)
  - 必需角色及事物：不幸者(Unfortunate)；脅迫者(Threatener)；拯救者(Rescuer)
  - 內容：不幸者引致衝突，脅迫者欲執行正義，而拯救者則欲拯救不幸者。
3. 伐罪復仇(Crime pursued by vengeance)
  - 必需角色及事物：犯罪者(Criminal)；復仇者(Avenger)
  - 內容：犯罪者所犯之罪不受制裁，故復仇者欲以處罰犯罪者之做法尋求正義。
4. 親族仇怨(Vengeance taken for kin upon kin)
  - 必需角色及事物：有罪之親(Guilty Kinsman)；復仇之親(Avenging Kinsman)；受害者之追憶，此受害者為兩造之親(remembrance of the Victim, a relative of both)
  - 內容：有罪之親與復仇之親因對受害者之錯誤之行為而起衝突，而受害者對雙方皆友善。
5. 逃離冤罪(Pursuit)
  - 必需角色及事物：處罰(Punishment)；逃罪者(Fugitive)
  - 內容：逃罪者因受誤解之衝突而逃避處罰。
6. 天災人禍(Disaster)
  - 必需角色及事物：被征服之力量(Vanquished Power)；得勝之敵(Victorious Enemy)或傳信者(Messenger)
  - 內容：受敵人攻擊後，力量失去其原有之地位，或此事為傳信者所告知。
7. 落於災殃(Falling prey to cruelty/misfortune)
  - 必需角色及事物：不幸者(Unfortunate)；主人(Master)或災殃(Misfortune)
  - 內容：不幸者因主人或災殃而受苦。
8. 誅國一夫(Revolt)
  - 必需角色及事物：暴君(Tyrant)；謀反者(Conspirator)
  - 內容：謀反者意圖對抗暴君。
9. 立業奠基(Daring enterprise)
  - 必需角色及事物：大無畏之領袖(Bold Leader)；目標(Object)；對手(Adversary)
  - 內容：大無畏之領袖藉勝過對手而從對手手中得取目標。
10. 押人為質(Abduction)
  - 必需角色及事物：綁票者(Abductor)；肉票(Abducted)；監護者(Guardian)
  - 內容：綁票者自監護者處押走肉票。
11. 不解之事(The enigma)
  - 必需角色及事物：問題(Problem)；提問者(Interrogator)；尋解者(Seeker)
  - 內容：提問者向尋解者題問，並予尋解者較高之能力，以使其能達成目標。
12. 事物之得(Obtaining)
  - 必需角色及事物：「求者(Solicitor)+拒絕之對手(Adversary who is refusing)」或「仲裁者(Arbitrator)+對反之團體(Opposing Parties)」
  - 內容：求者與對手不和，該對手拒絕予以求者於對手手中之物，或仲裁者決定對反之團體所渴求之物該歸予誰(求者與對手)。
13. 親族之恨(Enmity of kin)
  - 必需角色及事物：歹毒之親(Malevolent Kinsman)；受憎之親(Hated Kinsman)或互憎之親(reciprocally-hating Kinsman)
  - 內容：歹毒之親與受憎之親或第二名歹毒之親共同謀事。
14. 親族之爭(Rivalry of kin)
  - 必需角色及事物：偏愛之親(the Preferred Kinsman)；受拒之親(The Rejected Kinsman)；爭執之的(the Object of Rivalry)
  - 內容：爭執之的選擇偏愛之親而非受拒之親。
15. 引殺之姦(Murderous adultery)
  - 必需角色及事物：兩名通姦者(Adulterer)；受欺之元配(Betrayed Spouse)
  - 內容：兩名通姦者合謀殺害受欺之元配。
16. 人之狂狷(Madness)
  - 必需角色及事物：瘋狂者(Madman)；受害者(Victim)
  - 內容：瘋狂者發狂並害到受害者。
17. 致死輕率(Fatal imprudence)
  - 必需角色及事物：輕率者(Imprudent)；受害者(Victim)或所失之物(Object Lost)
  - 內容：輕率者因輕忽或無知而失去所失之物或害到受害者。
18. 愛之瞽罪(Involuntary crimes of love)
  - 必需角色及事物：愛人(Lover)；所愛(Beloved)；揭露者(Revealer)
  - 內容：揭露者背反愛人或所愛之信任。
19. 殺親不知(Slaying of kin unrecognized)
  - 必需角色及事物：殺者(Slayer)；未認出之受害者(Unrecognized Victim)
  - 內容：殺者殺掉未認出之受害者。
20. 舍身為道(Self-sacrifice for an ideal)
  - 必需角色及事物：英雄(Hero)；理想(Ideal)；債權人(Creditor)或犧牲之人或事物(Person/Thing sacrificed)
  - 內容：英雄為理想犧牲掉人或事物，後該人或事物為債權人所得。
21. 為親犧牲(Self-sacrifice for kin)
  - 必需角色及事物：英雄(Hero)；親人(Kinsman)；債權人(Creditor)或犧牲之人或事物(Person/Thing sacrificed)
  - 內容：英雄為親人犧牲掉人或事物，後該人或事物為債權人所得。
22. 為情皆舍(All sacrificed for passion)
  - 必需角色及事物：愛人(Lover)；致死熱情之的(Object of fatal Passion)；犧牲之人或事物(Person/Thing sacrificed)
  - 內容：愛人為其(致死熱情之)的而犧牲人或事物，該犧牲之人或事物自此一去不復返。
23. 必舍所愛(Necessity of sacrificing loved ones)
  - 必需角色及事物：英雄(Hero)；所愛之犧牲者(Beloved Victim)；犧牲之必要性(the Necessity for the Sacrifice)
  - 內容：英雄因犧牲之必要性而害其所愛之犧牲者。
24. 上下之爭(Rivalry of superior vs. inferior)
  - 必需角色及事物：上之爭者(Superior Rival；下之爭者(Inferior Rival)；所爭之的(Object of Rivalry)
  - 內容：上之爭者勝過下之爭者，並贏得所爭之的。
25. 不倫通姦(Adultery)
  - 必需角色及事物：兩名通姦者(Adulterer)；受欺之元配(Deceived Spouse)
  - 內容：兩名通姦者謀劃對抗受欺之元配。
26. 愛生之罪(Crimes of love)
  - 必需角色及事物：愛人(Lover)；所愛(Beloved)
  - 內容：愛人與所愛介入一場紛爭。
27. 所愛之恥(Discovery of the dishonour of a loved one)
  - 必需角色及事物：發現者(Discoverer)；有罪者(Guilty One)
  - 內容：發現者見有罪者所做之惡行。
28. 情愛之障(Obstacles to love)
  - 必需角色及事物：兩名愛人(Lover)；障礙(Obstacle)
  - 內容：兩名愛人共同面對障礙。
29. 所愛之敵(An enemy loved)
  - 必需角色及事物：愛人(Lover)；所愛之敵(Beloved Enemy)；憎惡者(Hater)
  - 內容：相互為盟的愛人與憎惡者對所愛之敵有截然相對之態度。
30. 所圖之物(Ambition)
  - 必需角色及事物：野心家(Ambitious Person)；所圖之物(Thing Coveted)；對手(Adversary)
  - 內容：野心家尋求所圖之物，其行為對手所阻。
31. 與神爭勝(Conflict with a god)
  - 必需角色及事物：凡人(Mortal)；不朽者(Immortal)
  - 內容：凡人與不朽者介入一場紛爭。
32. 有誤之妒(Mistaken jealousy)
  - 必需角色及事物：妒嫉者(Jealous One)；妒嫉者妒嫉其所有者所有權之事物(Object of whose Possession He is Jealous)；有疑之同謀(Supposed Accomplice)；事件起因(Cause)或錯誤之始作俑者(Author of the Mistake)
  - 內容：妒嫉者受事件起因或錯誤之始作俑者所害，並開始妒嫉該事物，並與有疑之同謀發生衝突。
33. 有誤決斷(Erroneous judgement)
  - 必需角色及事物：誤者(Mistaken One)；錯誤受害者(Victim of the Mistake)；事件起因(Cause)或錯誤之始作俑者(Author of the Mistake)；有罪者(the Guilty One)
  - 內容：誤者受事件起因或錯誤之始作俑者所害，並在需下不利有罪者之決斷時，下不利錯誤受害者之決斷。
34. 悔恨所為(Remorse)
  - 必需角色及事物：始作俑者(Culprit)；受害者(Victim)或罪行(Sin)；提問者(Interrogator)
  - 內容：始作俑者害到受害者或犯下罪行，並與欲了解狀況之提問者間有所不和。
35. 復得所愛(Recovery of a lost one)
  - 必需角色及事物：尋找者(Seeker)；所得之物(the One Found)
  - 內容：尋找者尋獲所得之物。
36. 失其所愛(Loss of loved ones)
  - 必需角色及事物：被殺之親(Kinsman  Slain)；見證之親(Kinsman Spectator)；謀害者(Executioner)
  - 內容：謀害者殺被殺之親之事為見證之親所見。

## 腳註
1. ↑  Polti, Georges. . Franklin, Ohio: James Knapp Reeve. 1921: 3 [1916]  [2012-10-01]. （原始内容存档于2014-02-27）.

## 外部連結
- Full text available at Internet Archive
- Full text wiki at Gordian Plot
- What are the seven basic literary plots?（页面存档备份，存于） This edition of The Straight Dope criticizes taxonomic attempts at classifying plots, instead suggesting to simply "focus on what works today."
- 20 Basic Plots from the Tennessee Screenwriting Association
- tvtropes.org（页面存档备份，存于） a catalog of the tricks of the trade for writing fiction.
- 转载：乔治·普罗蒂的“三十六种戏剧模式”（页面存档备份，存于） - 一篇簡體中文的相關介紹，可供參考